# Wólka Plebańska (Sainte-Croix)
Pour les articles homonymes, voir Wólka Plebańska.
Wólka Plebańska est une localité polonaise de la gmina de Stąporków, située dans le powiat de Końskie en voïvodie de Sainte-Croix.